# Sitio clasificado del Monte de São Bartolomeu

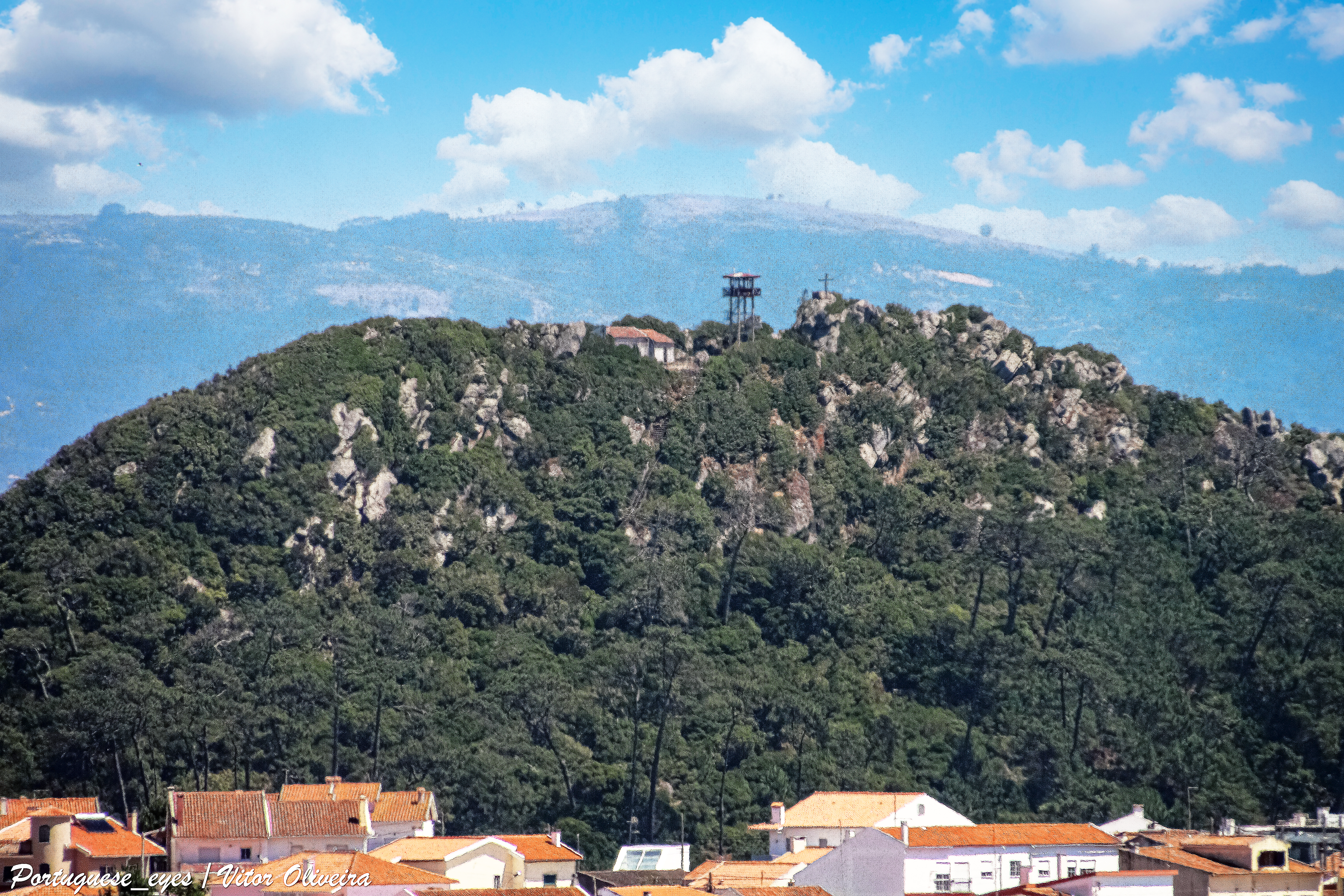
Monte de São Bartolomeu, ubicado en el municipio y freguesia de Nazaré (Portugal); monumento natural de ámbito nacional.

El sitio Clasificada del Monte de Son Bartolomeu, en el municipio y freguesia de Nazaré (Portugal), recibió la clasificación en 1979, estando en curso su clasificación como monumento natural de ámbito nacional.
Rico en fauna y flora, pueden encontrarse cerca de 150 tipos de plantas vasculares de las cuales 15 son endemismos ibéricos.
Especies vegetales predominantes:
- Carrasca
- Madroño
- Aderno

Especies animales notables:
- Cernícalo
- Águila ratonera
- Jineta

El Monte de Son Bartolomeu, próximo a la vila de Nazaré, es una elevación de origen magmático. La cima, a los 156 m, es accesible por un camino en el este, y por una escalera más moderna a poniente. En lo alto, entre grandes rocas, se alza la capilla de Son Brás y Son Bartolomeu que formaba parte de un eremitério cuyas dependencias privadas y el pequeño cementerio público son, aún hoy, perceptibles.
El santo patrón de la capilla está relacionado con un episodio de la Leyenda de Nazaré en el cual se cuenta que, el año 711, cuando el rey Rodrigo y el monje Romano llegaron allí, huidos de los musulmanes vencedores de la batalla de Guadalete, traían consigo la sagrada imagen de Nuestra Señora de Nazaré y un pequeño cofre, en marfil, con reliquias de Son Brás y de Son Bartolomeu.
Todos los años el 3 de febrero, día de Son Brás, la población de Nazaré se desplaza masivamente hasta al Monte para festejar el día con comida, bailas y jarana. Esta gran romería secular hizo  que localmente el Monte sea designado de Son Brás.
En el suelo de la capilla existen dos losas sepulcrales. En sus inscripciones se lee:
AQUI JAZ; D. JOAQUINA NUNES CASCAIS DE ABREU; NATURAL DA CIDADE DO MARANHÃO; FILHA DE; JOSÉ ANTÓNIO NUNES DOS SANTOS; E DE D. MARIA DOROTHEIA DAS CHAGAS; NASCEO; A 25 DE JANEIRO DE 1801; FALECEO EM O SÍTIO DA NAZARETH; NO 1.º DE SETEMBRO DE 1839; CAZADA COM; JOSÉ ANTONIO D'ABREU; O QUAL; MANDOU COLOCAR ESTA LAPIDE; EM TESTEMUNHO; DE SUA PUNGENTE DÔR; E ACERBA SAUDADE; QUASI FLOS EGREDITUR; ET CONTERITUR.
El texto de la otra lápida fue transcrito al portugués actual:
AQUI JAZ O VIRTUOSO IRMÃO MANOEL, ERMITÃO DESTE MONTE, DE PÁTRIA INCÓGNITA. MORREU NA PEDERNEIRA A 13 DE FEVEREIRO DE 1849. FOI ACOMPANHADO PARA ESTE MONTE PELA FILARMÓNICA DA NAZARÉ E POR MAIS DE 500 PESSOAS. FOI O RESTAURADOR DESTE MONTE. MODIFICOU A SUA SUBIDA E FEZ A CASA DE HOSPEDARIA E COZINHA E MUITAS OBRAS NA CAPELA. D. EMÍLIA CEZAN DA CÂMARA, RESIDENTE NA QUINTA DE ALPOMPÉ LHE MANDOU PÔR ESTA CAMPA PARA ETERNA LEMBRANÇA. ANO DE 1859.
Acerca del hermano Manoel se sabe que llegó al Monte en 1840. En esta época, y durante mucho más tiempo, el Monte inspiraba gran recelo pues allí se resguaraban asaltantes habiendo sido el robo más "mediático" aquel que envolvió el asesinato del Barão de Puerto de Mós, a 24 de septiembre de 1867. Su túmulo con blasón se encuentra en el cementerio de  Pederneira.
Toponimia antigua - Monte Siano es designación en los relatos más antiguos. Será forma adjetiva de Sião, apareciendo en la Biblia monte de Sião o Ciudad de Sião como otra forma de nombrar Jerusalén. La comunidad pescadora de Nazaré le llama Monte Saião.